# Halli Galli
Halli Galli è un gioco di carte ideato da Haim Shafir nel 1991 e pubblicato in origine in Germania da Amigo Spiele con il nome Tutti Frutti. In Italia è stato pubblicato in varie edizioni: da Dal Negro con il nome Trillo e da Amigo Spiele e Giochi Uniti con il nome Halli Galli.

## Regole e materiali

### Materiali
Il gioco è composto da un mazzo di 56 carte: ogni carta mostra un certo numero (da 1 a 5) di un tipo di frutta tra prugna (di colore viola), fragola (rosso), limone (verde) e banana (giallo).
Inoltre nella scatola è presente anche un campanello simile a quelli che si trovano presso le reception degli alberghi.

### Regole del gioco
Tutte le carte del mazzo sono distribuite equamente tra i giocatori, ciascuno dei quali crea un proprio mazzo di carte coperte di fronte a sé. Il campanello è messo al centro del tavolo, equidistante da tutti i
giocatori.
A turno, ciascun giocatore scopre una carta dal proprio mazzo, ponendola scoperta sul tavolo di fronte a sé, sopra al proprio mazzo di carte già scoperte. Nel momento in cui viene rivelata una carta, il primo giocatore che vede un totale di 5 frutti dello stesso tipo sul tavolo, tra tutte le carte scoperte, e riesce a suonare il campanello vince tutte le carte giocate nel turno, mettendole sotto al proprio mazzo.
Se il giocatore sbaglia, paga agli altri giocatori una carta ciascuno dal proprio mazzo. Quando un giocatore termina le carte del proprio mazzo, è eliminato.
Quando rimangono in gioco solo 2 giocatori e uno suona per errore il campanello, l’altro giocatore riceverà i due mazzetti di carte scoperte.
Il gioco termina quando un giocatore riesce a vincere tutte le carte e tutti gli altri sono stati eliminati.

## Premi e riconoscimenti
Il gioco ha vinto i seguenti premi e riconoscimenti:
- 1991 - Premio À la Carte: 3º classificato;